# Камышный Чандак
Камышный Чандак (каз. Қамысты Шаңдақ) — село в Фёдоровском районе Костанайской области Казахстана. Входит в состав Камышинского сельского округа. Находится примерно в 33 км к северо-востоку от районного центра, села Фёдоровка. Код КАТО — 396845400.
В 1 км к югу находится озеро Сорколь.

## Население
В 1999 году население села составляло 416 человек (197 мужчин и 219 женщин). По данным переписи 2009 года, в селе проживало 226 человек (105 мужчин и 121 женщина). По данным переписи 2021 года, в селе проживало 194 человека (95 мужчин и 99 женщин).